# مسجد باغه
مسجد باغه يقع المسجد في في باغا على بعد 25 ميلا إلى الجنوب الشرقي من راجشاهي في بنغلاديش، ويعد المسجد على أنه المكان التاريخي العظيم في بنغلاديش، لاحتوائه على طراز معماري رائع.

## الموقع
المسجد يقع في باغه على بعد حوالي 25 ميلا إلى الجنوب الشرقي من بلدة راجشاهي، ولا يزال يحافظ على حالته الجيدة، تم بناء المسجد على الضفة الغربية من خزان ماء كبير داخل مجمع محاط بسور من الطوب واللبن، تبلغ مساحته 48.77 متر مربع، ويعتبر المسجد مسجدا مشهور جدا لجميع سكان بنغلاديش، ففي كل يوم يأتي العديد من الزوار والمصلين إلى المسجد.

## العمارة
وفقا للنقوش الموجودة على المدخل الرئيسي للمسجد، فقد تم بناء المسجد باغه من قبل السلطان نصرت شاه عام 1523، مسجد باغه له سطح مزين بوجود أكثر من 10 قباب، ولكنها انهارت منذ فترة طويلة، المسجد مبني من طوب والحجر، مؤخرا أعيد ترميم المسجد بعناية للمحافظة على النقوش التي يحتويها المسجد، النقوش الأصلية موجودة الآن في كراتشي باكستان لحفظها.

## الديكور والطين
المسجد بني من الطوب واللبن، والآن هو نصب محمي من قبل قسم الآثار، يتكون المسجد من هيكل مستطيل الشكل يبلغ قياسه 26.35 متر طولا وحوالي 12.86 متر عرضا، يتم الوصول إلى قاعة الصلاة عن طريق خمس ممرات وبالإضافة لاثنين من الخلجان الطولية بواسطة صف من أربعة أعمدة مصنوعة من البازلت الأسود، قاعة الصلاة يمكن الوصول إليها من الجهة الشرقية من خلال خمس فتحات مقوسة، جدرانها الجانبية تحتوي على فتحتين مختومة في أعمدة، تنقسم قاعة الصلاة إلى خمسة ممرات واثنين من الخلجان، وهناك على ما يبدو ممر للنساء في الزاوية الشمالية الغربية من المسجد.
المسجد يحتوي على زخرفة رائعة من الطين، وعلى الرغم من أن الكثير من الزخرفة قد اختفى بالفعل الا أن هناك بعض الزخرفات الطينية ما نزال موجوده في كل من الجهات الداخلية والخارجية للمسجد، فقد تم تصميم كافة القناطر والمحاريب داخل إطارات مستطيلة مزينة، وعناك أثر لمسافات حول المحاريب والقناطر مع لوحات مستطيلة مزخرفة واحدة فوق الأخرى، وطوقت إحدى هذه لوحة في الواجهة الشرقية في إطار من المحلاق يحتوي على قوس معكوسة.

## الأهمية التاريخية
مسجد باغه له تأثير تاريخي كبير، المثير للاهتمام ملاحظة أن غرفة الصلاة الإضافية التي تم إنشاؤها عن طريق منصة مرتفعة في الركن الشمالي الغربي داخل المبنى يبدو أنه كان مصلى حصري للحاكم الذي حكم المنطقة باعتباره مرشح أن يكون السلطان الحاكم، هذا النوع من غرف الصلاة الخاصة لحظ في بعض مساجد بنغلاديش الأخرى، الآن يستخدم مسجد باغه بمثابة مسجد تقام فيه الصلوات العادية الخمس، فبعد زلزال عام 1897 تضررت جميع قباب المسجد والجدار الشرقي له، وفي عام 1978 تولى قسم الآثار زمام المبادرة والحفاظ على المسجد.

## وصلات خارجية
- موقع المسجد
- البوم صور المسجد